# Economia Belgradului
Acest articol se referă la economia orașului Belgrad, capitala Serbiei.
Din decembrie 2007, salariul mediu lunar brut din Belgrad sa ridicat la 59 897 dinari sârbi (aproximativ 746 de euro, 1082 dolari), cel mai mare din orice district din Serbia. În medie, salariul net a fost de 42 901 dinari sârbi (aproximativ 535 euro, 774 dolari).
PIB pe cap de locuitor este de $ 10 836 dolari, în termeni reali, și de 18 204 $ în funcție de paritatea puterii de cumpărare.

## Creșterea investițiilor în Belgrad
În competiția pentru orașele europene și regiunile din viitor din 2006 și 2007, organizata de revista Financial Times, Belgrad a fost proclamat "Viitorul Oraș în Europa de Sud" pe 16 martie la Cannes. În afară de Belgrad, premii au fost date și Parisului ca "Viitorul Oraș în Europa de Vest, Brno ca "Viitorul Orașul în Europa Centrală, Baku ca "Viitorul Oraș în Europa de Est iar Londra ca "Viitorul Oraș în Europa de Nord, care a fost, de asemenea numit "Viitorul Oraș European în 2006/2007".
Primarul Belgradului Nenad Bogdanović, a afirmat că orașul a trecut printr-o perioadă în care a fost necesară investiții în infrastructura anumitor părți ale orașului, iar construirea a numeroaselor facilități este în curs de desfășurare. Cele mai recente investiții Greenfield sunt de asemenea realizate în creștere în Zemun, partea orașului care va fi curând egală, în funcție de investiții, cu Noul Belgrad, unde cele mai multe lucrări de construcții au fost realizate până în prezent. Primarul se așteaptă capitalul extern să ajungă mai repede în Belgrad și Serbia, care este de asemenea o precondiție pentru deschiderea noilor locuri de muncă și începerea programelor noi. 
Competiția pentru "Viitoarele Orașe și Regiuni" este organizată de ediția specializată a revistei Financial Times pentru investii externe directe - revista FDI și premiile prestigioase anuale este prezentat pentru toate continentele. Premiul de asemenea, reprezinta o recomandare de la cei mai importante reviste economice pentru locurile în care trebuie să se investească, din moment ce se bazează pe criterii cum ar fi potențialul economic, costurile de exploatare, resurse umane, de transport, IT și telecomunicații, precum și a calității vieții pentru investitorii străini.

## Afacere
În ultimii ani, investiții în Belgrad și Serbia s-au îmbunătățit. Această țară se află într-un proces de negociere a Acordului de stabilizare și asociere cu Uniunea Europeană, și este liderul reformator al lumii așa cum este menționat de către Banca Mondială. În plus, ritmul reformelor structurale este cu mult mai departe de  alte țări în tranziție în conformitate cu Banca Europeană pentru Reconstrucție și Dezvoltare.

## Capitalul intelectual
Ca un centru de învățământ din Serbia care cuprinde 62 de instituții la nivel universitar, Belgrad se mândrește cu binele educate, învățările rapide, mai multe limbi străine, precum și cu știință de carte de forțele de muncă. Peste 8000 de studenți a absolvit Universitatea de la Belgrad în fiecare an, cu 1 / 3 din ele adunând lucruri de bază tradiționale puternice. Conform Gallup International, procentul de vorbitori de limba engleză este de cele mai mari din Europa Centrală și de Est, număr tot mai mare de școli de afaceri occidentale deschid afiliate în Belgrad.

## Locația și infrastructura
Belgrad este situat în centrul din Europa de Sud-Est, la intersecția dintre coridoarele de transport strategic numărul 10 și numărul 7, care leagă Europa Centrală și de Vest, cu Orientul Mijlociu. Este situată la confluența râului Sava și a fluviului Dunărea.